# Keene (New Hampshire)
Keene – miasto w Stanach Zjednoczonych, w stanie New Hampshire w hrabstwie Cheshire.
W Keene odbywa się Pumpkin Fest, coroczny festiwal organizowany w okresie Halloween.
Z Keene pochodzi Tessa Gobbo, amerykańska wioślarka, mistrzyni olimpijska.